# Эскалин (монета)

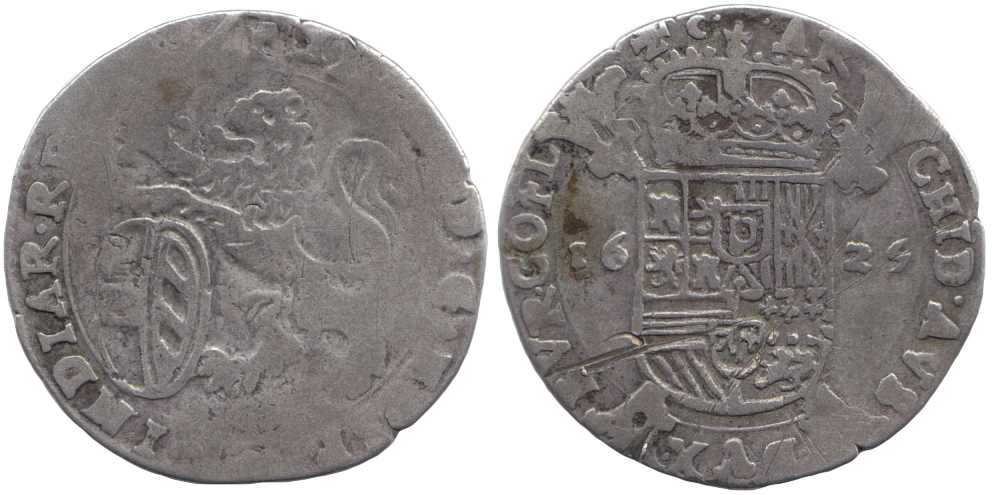
Эскалин (шиллинг), Испанские Нидерланды (Фландрия), 1625, Филипп IV. Серебро, диаметр 30.8 мм, вес 4.8 г.

Эскалин (фр. éscalin) — серебряная монета во франко-австрийской монетной системе XVII—XVIII вв. Приравнивался к 1/9 кроненталера, 6 су или 24 лиардам. Имел хождение в Австрии, Франции, Испанских и Австрийских Нидерландах (ныне Бельгия), заморских французских колониях.
В XVII веке в Испанских Нидерландах один эскалин равнялся 6 патардам. В южных провинциях Эно, Люксембург и Артуа эта монета называлась эскалином, в северных - Фландрия и Брабант, чаще шиллингом (Schelling).